# Salzatal
Salzatal é um município da Alemanha, situado no distrito de Saale, no estado de Saxônia-Anhalt. Tem 109,38 km² de área, e sua população em 2019 foi estimada em 11.412 habitantes.